# Szent-Iványi Vince
Szentiváni Szent-Iványi Vince, Szentiványi (Málca, 1811. április 30. – Sárospatak, 1868. május 14.) valóságos belső titkos tanácsos, a hétszemélyes tábla bírája.

## Életútja
Szent-Iványi Károly és csicseri Orosz Franciska fia. Iskolai pályáját a kassai jogakadémián végezte, azután a szülővármegyéjében volt joggyakorlaton s a királyi táblai hites jegyzői egy évet is kitöltötte. Az ügyvédi vizsgálatot letette ugyan, de esküt nem tett, hanem legott 1829-ben vármegyei tiszteletbeli főjegyző lett. 1835. február 15-én a vármegyét elhagyva, a magyar királyi helytartótanácshoz ment Budára, ahol előbb tiszteletbeli, de már július 13-án valóságos fizetéses titkár lett. 1845-ig e hivatalban magát kitüntetve, ez év február 13-án tanácsosi székre emelték, 1846. június 10-én pedig a magyar királyi helytartótanács kebelében Széchenyi István gróf elnöklete alatt felállított közlekedési bizottság tagja is lett és mint ilyen a Tisza-szabályozásnál a nagy grófot többször helyettesítette. Az 1848-as szabadságharci mozgalmakban részt nem vett, sőt Windischgrätz herceg mellett szolgálván, ki által Olmützbe is küldetett, s később a Bécsben alakított hetes udvari magyar bizottságnak is tagja lévén, a szabadságharc elnyomása után mint ügyes, tehetséges, mindenre kész, finom modorú gavallér hivatalnok igen keresett ember volt s az ideiglenes kormány, a kerületek rendezése alkalmával, a pesti kerület főbiztosává, illetőleg kerületi főispánjává szemelte ki. Ezentúl már nagy léptekkel haladt előre a legmagasabb polcokig. 1861-ben a visszaállított hétszemélyes tábla bírájává nevezték ki, még pedig elnöklési joggal, s 1863-ban valóságos belső titkos tanácsosi címet is nyert, miután már sokkal előbb, 1837-ben császári és királyi kamarási kulcsot kapott. 1860-ban tagja volt az esztergomi prímási konzervatív irányú, s 1861-ben az országbírói értekezletnek, melynek tanácskozásaiban élénk részt vett.

## Művei
- A magyar nemzeti politika helyes iránya. Bécs, 1862. (Névtelenül) (Német nyelven: Die wahre Richtung der ungarischen National-Politik. Wien, 1862. Online)
- Észrevételek a «Magyar nemzeti politika helyes iránya» cz. röpirat szerzőjétől. Uo. 1863.